# Piccoli artisti
Piccoli artisti (I Haven't Got a Hat) è un film del 1935 diretto da Friz Freleng. È un cortometraggio d'animazione della serie Merrie Melodies, uscito negli Stati Uniti il 2 marzo 1935. Il film è degno di nota in quanto vi appaiono per la prima volta diversi personaggi dei cartoni animati della Warner Bros., in particolare la futura star Porky Pig oltre a Beans, che apparve in una decina di corti fino all'anno successivo. Ispirandosi ai cortometraggi della serie Simpatiche canaglie di Hal Roach, essi vennero rappresentati come studenti delle elementari.

## Trama
In una scuola elementare, la mucca insegnante Miss Rumina presenta uno spettacolo scolastico di musica e recitazione. Lo spettacolo inizia con la drammatica interpretazione di una poesia da parte del balbuziente Porky Pig, che finisce per essere scacciato da amichevoli cani randagi. Si continua con la Piccola Kitty che cerca di recitare "Mary had a little lamb", ma a causa del suo nervosismo ne dimentica spesso le parole e conclude fuggendo dalla scuola. I due cagnolini gemelli Salsiccia e Polpetta cantano poi la divertente canzone d'amore "I Haven't Got a Hat", guadagnandosi una standing ovation dal pubblico. Nel frattempo, durante lo spettacolo, il gatto Beans è sempre più frustrato da Oliver Gufo, che si rifiuta di condividere un sacchetto di caramelle con lui. Oliver viene chiamato sul palco per un brano al pianoforte e suona un semplice pezzo per principianti. In cerca di vendetta, Beans sgattaiola fuori e allunga la mano attraverso la finestra per mettere un cane e un gatto dentro il pianoforte. I movimenti dei due animali fanno sembrare che Oliver suoni l'ouverture da Dichter und Bauer di Franz von Suppé, e la folla applaude, ma poi il cane e il gatto scappano dal pianoforte, e Oliver viene schernito dal pubblico. Beans e Oliver poi si scagliano l'uno contro l'altro, ma alla fine riescono solo a ricoprirsi di vernice e inchiostro e si stringono la mano.

## Distribuzione

### Edizione italiana
L'edizione italiana del corto fu trasmessa direttamente in televisione nei primi anni duemila. Il doppiaggio fu eseguito dalla Time Out Cin.ca e diretto da Massimo Giuliani su dialoghi di Raffaella Pepitoni. In questo corto Beans viene chiamato Fagiolino; la poesia recitata da Porky, che in originale è "Paul Revere's Ride", viene sostituita da una inventata per l'occasione. Non essendo stata registrata una colonna internazionale, fu sostituita la musica presente durante i dialoghi.

### Edizioni home video

#### VHS
America del Nord
- Porky! (1988)
- The Golden Age of Looney Tunes Volume 2: Firsts (1992)

#### Laserdisc
- Daffy! & Porky! (1988)
- The Golden Age of Looney Tunes (11 dicembre 1991)

#### DVD
Il corto fu pubblicato in DVD-Video in America del Nord nel terzo disco della raccolta Looney Tunes Golden Collection: Volume 3 (intitolato Porky and the Pigs) distribuita il 25 ottobre 2005, dove è visibile anche con un commento audio di Jerry Beck. In Italia fu invece inserito nel DVD Daffy Duck & Porky Pig: Volume 2 della collana Looney Tunes Collection, uscito il 18 maggio 2006. Fu quindi inserito, nuovamente col commento audio, nel primo disco della raccolta DVD Porky Pig 101, uscita in America del Nord il 19 settembre 2017.